# Épouville
Épouville ist eine französische Gemeinde mit 2624 Einwohnern (Stand 1. Januar 2022) im Département Seine-Maritime in der Region Normandie. Sie gehört zum Arrondissement Le Havre und ist Mitglied im Gemeindeverband Le Havre Seine Métropole. Die Bewohner werden Epouvillais und Epouvillaises genannt.
Die Gemeinde erhielt 2022 die Auszeichnung „Zwei Blumen“, die vom Conseil national des villes et villages fleuris (CNVVF) im Rahmen des jährlichen Wettbewerbs der blumengeschmückten Städte und Dörfer verliehen wird.

## Geografie
Épouville liegt in der Naturregion Pays de Caux, etwa drei Kilometer nordöstlich von Montivilliers und etwa 12 Kilometer nordöstlich von Le Havre. Das Flüsschen Lézarde fließt durch die Gemeinde. Der Weiler La Payennière gehört zur Gemeinde.
Umgeben wird Épouville von den vier Nachbargemeinden:
| Rolleville    |                                             | Manéglise |
|               | Kompassrose, die auf Nachbargemeinden zeigt |           |
| Montivilliers | Saint-Martin-du-Manoir                      |           |

## Geschichte
Im alten Steinbruch der Ziegelei fand man Spuren von Besiedlung aus dem Moustérien und der Jungsteinzeit.
Épouville wurde in einer lateinischen Urkunde von 1068 von Wilhelm dem Eroberer als Espovilla, Epouvilla beziehungsweise Esposvilla bezeichnet.

## Bevölkerungsentwicklung
| Épouville: Einwohnerzahlen von 1793 bis 2016                                                                               | Épouville: Einwohnerzahlen von 1793 bis 2016 | Épouville: Einwohnerzahlen von 1793 bis 2016 | Épouville: Einwohnerzahlen von 1793 bis 2016 | Épouville: Einwohnerzahlen von 1793 bis 2016 |
| --- | -------------------------------------------- | -------------------------------------------- | -------------------------------------------- | -------------------------------------------- |
| Jahr |                                              |                                              |                                              | Einwohner                                    |
| 1793 | 1793                                         |                                              | 519                                          | 519                                          |
| 1800 | 1800                                         |                                              | 400                                          | 400                                          |
| 1806 | 1806                                         |                                              | 562                                          | 562                                          |
| 1821 | 1821                                         |                                              | 641                                          | 641                                          |
| 1831 | 1831                                         |                                              | 675                                          | 675                                          |
| 1836 | 1836                                         |                                              | 613                                          | 613                                          |
| 1841 | 1841                                         |                                              | 614                                          | 614                                          |
| 1846 | 1846                                         |                                              | 574                                          | 574                                          |
| 1851 | 1851                                         |                                              | 621                                          | 621                                          |
| 1856 | 1856                                         |                                              | 657                                          | 657                                          |
| 1861 | 1861                                         |                                              | 682                                          | 682                                          |
| 1866 | 1866                                         |                                              | 706                                          | 706                                          |
| 1872 | 1872                                         |                                              | 643                                          | 643                                          |
| 1876 | 1876                                         |                                              | 626                                          | 626                                          |
| 1881 | 1881                                         |                                              | 616                                          | 616                                          |
| 1886 | 1886                                         |                                              | 636                                          | 636                                          |
| 1891 | 1891                                         |                                              | 700                                          | 700                                          |
| 1896 | 1896                                         |                                              | 611                                          | 611                                          |
| 1901 | 1901                                         |                                              | 655                                          | 655                                          |
| 1906 | 1906                                         |                                              | 728                                          | 728                                          |
| 1911 | 1911                                         |                                              | 780                                          | 780                                          |
| 1921 | 1921                                         |                                              | 909                                          | 909                                          |
| 1926 | 1926                                         |                                              | 804                                          | 804                                          |
| 1931 | 1931                                         |                                              | 958                                          | 958                                          |
| 1936 | 1936                                         |                                              | 885                                          | 885                                          |
| 1946 | 1946                                         |                                              | 1.160                                        | 1.160                                        |
| 1954 | 1954                                         |                                              | 1.168                                        | 1.168                                        |
| 1962 | 1962                                         |                                              | 1.193                                        | 1.193                                        |
| 1968 | 1968                                         |                                              | 1.112                                        | 1.112                                        |
| 1975 | 1975                                         |                                              | 1.092                                        | 1.092                                        |
| 1982 | 1982                                         |                                              | 2.644                                        | 2.644                                        |
| 1990 | 1990                                         |                                              | 2.921                                        | 2.921                                        |
| 1999 | 1999                                         |                                              | 2.960                                        | 2.960                                        |
| 2006 | 2006                                         |                                              | 2.869                                        | 2.869                                        |
| 2011 | 2011                                         |                                              | 2.829                                        | 2.829                                        |
| 2016 | 2016                                         |                                              | 2.718                                        | 2.718                                        |
| Quelle(n): EHESS/Cassini bis 1999, INSEE ab 2006 Anmerkung(en): Ab 1962 offizielle Zahlen ohne Einwohner mit Zweitwohnsitz |                                              |                                              |                                              |                                              |

## Partnerstadt
Épouville pflegt seit 1986 eine enge Partnerschaft zur deutschen Stadt Dinklage in Niedersachsen.

## Sehenswürdigkeiten

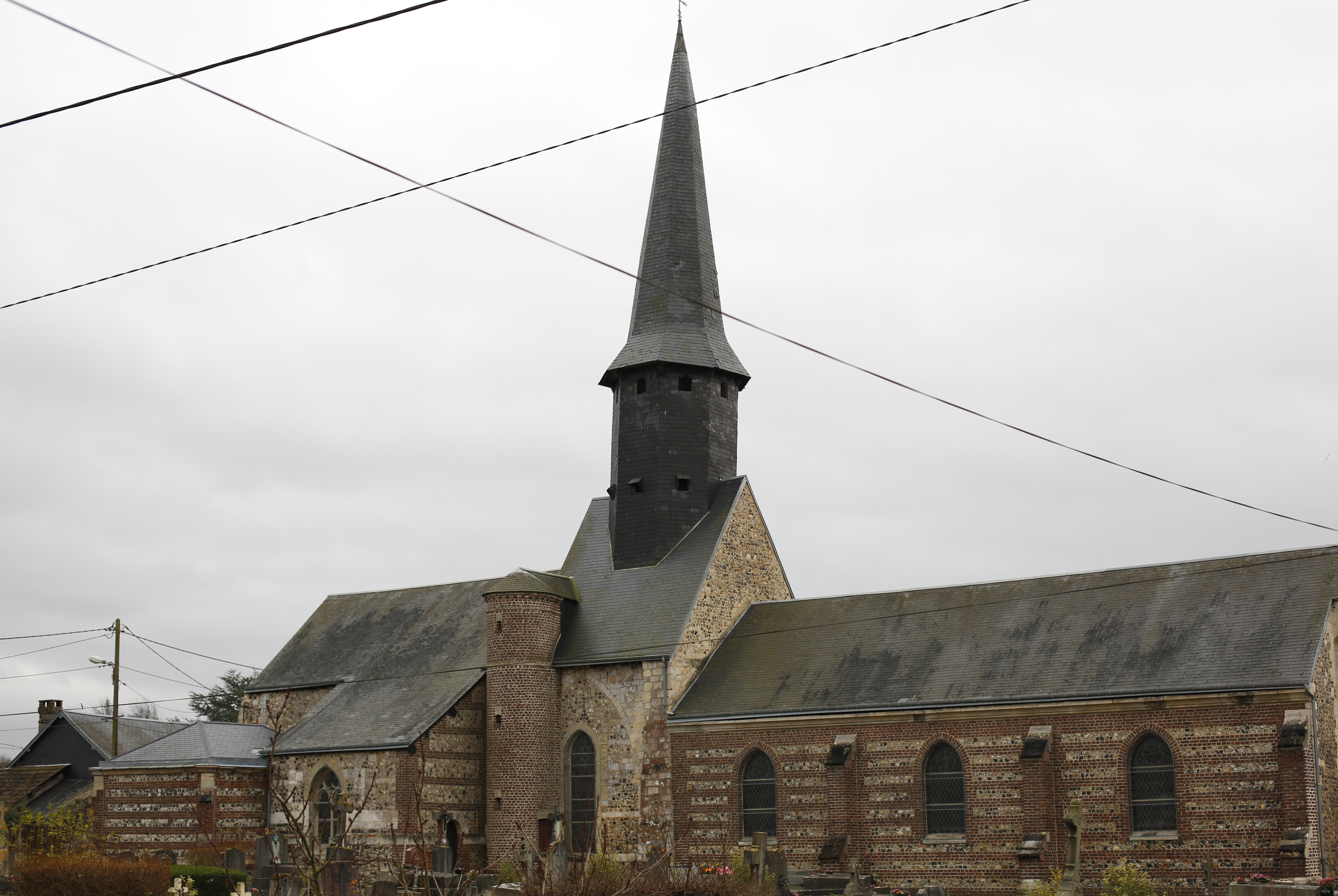
Kirche Saint-Denis

- Die romanische Kirche Saint-Denis wurde im 11. Jahrhundert erbaut. Der Glockenturm stammt aus dem 12. Jahrhundert, der Chor aus dem 13. Jahrhundert. In La Payennière steht eine ehemalige Turmhügelburg.
- Schloss Gray aus dem 16. Jahrhundert
- Herrenhaus Coupeauville
- Herrenhaus Préfontaine

## Wirtschaft und Infrastruktur
Haupterwerbszweige der Épouvillais sind Landwirtschaft und Rinderzucht.
Die weiterführende Schule Collège Georges Brassens wurde nach dem Chansonnier Georges Brassens (1921–1981) benannt.